# Osteomeles subrotunda
Osteomeles subrotunda är en rosväxtart som beskrevs av Karl Heinrich Koch. Osteomeles subrotunda ingår i släktet Osteomeles och familjen rosväxter. Utöver nominatformen finns också underarten O. s. glabrata.